# Aperador
Aperador es la persona encargada de la labranza y que hace las veces del propietario cuando éste no asiste diariamente al cultivo de sus campos.
El aperador recibe por la noche las órdenes del dueño y las distribuye por la mañana a las diversas personas que tiene a su cargo. Mide y prepara el grano que se ha de sembrar, cuida de los utensilios de la labor y de la hora para la salida al trabajo. Llegados a la haza, el aperador principia la besana con su yunta, los demás le siguen y cierra la cuadrilla el sota-aperador. Si algún arado se descompone, un buey se cansa o sucede algún otro fracaso, el que guía la yunta se sale fuera de la besana (para no estorbar a los demás.)
El aperador es también quien manda parar para comer y soltar concluido el día. En una palabra, es el único amo que reconocen los trabajadores, el que trabaja al frente de ellos arando, cavando, segando, etc. y el que cuida de que ninguno se adelante ni atrase y de que el trabajo vaya como debe. Ajusta y despide en nombre y consentimiento del dueño a los trabajadores y es generalmente, el consultor para la distribución de los cultivos, abonos y mejoras de las tierras, compra de animales y desecho de los viejos o excusados.